# 西開普侏儒變色龍
西開普侏儒變色龍（Bradypodion pumilum）是一種分布於南非共和國、莫三比克共和國及納米比亞共和國的侏儒變色龍。

## 特徵
大部分的西開普侏儒變色龍體長為15公分左右。